# سالم الشوامين
سالم الشوامين لاعب كرة قدم سعودي ، يلعب مدافع.
لعب سابقاً في نادي الوطني و نادي الصقور .